# Esarcato arcivescovile
Un esarcato arcivescovile è una forma di diocesi della Chiesa cattolica in uso presso le Chiese di rito orientale, istituita nel "territorio proprio" di una Chiesa arcivescovile maggiore.
È una tipologia di circoscrizione ecclesiastica cattolica analoga all'esarcato apostolico e all'esarcato patriarcale, disciplinati dai canoni 311-321 del Codice dei canoni delle Chiese orientali.

## Elenco
Sono cinque gli esarcati arcivescovili attestati al 2020, tutti appartenenti alla Chiesa greco-cattolica ucraina:
- Esarcato arcivescovile di Charkiv
- Esarcato arcivescovile di Crimea
- Esarcato arcivescovile di Donec'k
- Esarcato arcivescovile di Luc'k
- Esarcato arcivescovile di Odessa